# 서대길 (1956년)
서대길(徐大吉, 1956년 5월 6일 ~ )은 대한민국의 제9대 제주특별자치도의원이다.

## 학력
- 고산국민학교 졸업
- 고산중학교 졸업
- 제주한라대학교 복지행정과 졸업

## 경력
- 고산신용협동조합 전무
- 고산초등학교 총동창회 부회장
- 한국뷰티고등학교 운영위원회 지역위원
- 제주도교육청 농산어촌교육발전지역협의회 위원
- 새마을지도자 한경면협의회 위원
- 한경파출소 생활안전협의외 운영위원
- 고산초등학교 운영위원장
- 한국뷰티고등하교 운영위원장
- 고산상업고등학교 총동창회 회장
- 2011.10 ~ 2013.12 제9대 제주특별자치도의회 의원
- 2011.10 ~ 2012.07 제9대 제주특별자치도의회 전반기 농수축·지식산업위원회 위원
- 2012.07 ~ 2013.12 제9대 제주특별자치도의회 후반기 농수축·지식산업위원회 위원
- 2012.07 ~ 2013.12 제9대 제주특별자치도의회 후반기 예산결산특별위원회 위원

## 역대 선거 결과
| 실시년도 | 선거         | 대수 | 직책   | 선거구                    | 정당     | 득표수   | 득표율          | 순위 | 당락 | 비고           |
| -------- | ------------ | ---- | ------ | ------------------------- | -------- | -------- | --------------- | ---- | ---- | -------------- |
| 2011년   | 10·26 재보선 | 9대  | 도의원 | 제주특별자치도 제19선거구 | 한나라당 | 2,242 표 | \| \| 40.34% \| | 1위  |      | 초선, 민선 5기 |
|          | 40.34%       |      |        |                           |          |          |                 |      |      |                |